# Alfdorf
Alfdorf é um município da Alemanha, no distrito de Rems-Murr, na região administrativa de Estugarda, estado de Baden-Württemberg.